# Partido judicial de Santander
El partido judicial de Santander es uno de los ocho en los que se divide la comunidad autónoma de Cantabria, creado en 1988 mediante la Ley 38/1988, de 28 de diciembre, de Demarcación y de Planta Judicial, como número tres, tanto de los siete en los que se dividió inicialmente Cantabria, como posteriormente con la creación del octavo partido judicial.
Está conformado por los siguientes órganos judiciales:
- Tribunal Superior de Justicia: salas de lo contencioso-administrativo, civil-penal y social.
- Audiencia provincial: 4 secciones de civil y penal
- 11 juzgados de primera instancia.
- 5 juzgados de primera instrucción.
- 6 juzgados de lo social.
- 3 juzgados de lo contencioso-administrativo.
- 1 juzgado de lo mercantil.
- 1 juzgado de violencia sobre la mujer.
- 5 juzgados de lo penal.
- 1 juzgado de vigilancia penitenciaria.
- 1 juzgado de menores

## Ámbito geográfico
| Partido Judicial | Capital de partido | Municipios que comprende                                                       |
| ---------------- | ------------------ | ------------------------------------------------------------------------------ |
| 3                | Santander          | El Astillero, Camargo, Piélagos, Santa Cruz de Bezana, Santander y Villaescusa |